# Comuna Gălășeni, Rîșcani
Comuna Gălășeni este o comună din raionul Rîșcani, Republica Moldova. Este formată din satele Gălășeni (sat-reședință) și Mălăiești.

## Demografie
Conform datelor recensământului din 2014, comuna are o populație de 1.533 de locuitori. La recensământul din 2004 erau 1.818 locuitori.

## Administrație și politică
Componența Consiliului local Gălășeni (9 consilieri), ales la 5 noiembrie 2023, este următoarea:
|  | Partid                                       | Consilieri | Componență | Componență | Componență | Componență |
|  | -------------------------------------------- | ---------- | ---------- | ---------- | ---------- | ---------- |
|  | Partidul Acțiune și Solidaritate             | 4          |            |            |            |            |
|  | Partidul Social Democrat European            | 4          |            |            |            |            |
|  | Partidul Socialiștilor din Republica Moldova | 1          |            |            |            |            |

## Personalități născute aici
- Aurel Scobioală (1941 - 2007), scriitor, profesor, traducător.